# Foster Wheeler
La Foster Wheeler è una società d'ingegneria statunitense con sede a Clinton, in New Jersey, che impiega quasi 15.000 dipendenti.
L'attività dell'azienda è focalizzata su servizi riguardanti l'ingegneria, i quali spaziano dalla progettazione alla costruzione di impianti ed edifici. È inoltre attiva nel campo energetico, con la costruzione di sistemi di produzione di energia.
Gli uffici principali si trovano a Clinton, Reading, Parigi, Madrid, Singapore, Calcutta, Delhi, Chennai, Johannesburg ed Istanbul. In Italia la sede si trova a Corsico.

## Storia
È stata fondata nel 1927 dall'unione della Power Speciality Company (che ebbe origine dalla Water Works Supply Company, creata dalla famiglia Foster nel 1884) e dalla Wheeler Condenser & Engineering Company, nata nel 1891.
La sede originaria era a New York; fu poi spostata a Livingston, nel New Jersey, dove rimase per un quarto di secolo prima di essere trasferita a Clinton nel 1987.

## Aspetti finanziari ed ingegneristici
La Foster Wheeler è stata ammessa nel NASDAQ-100 il 12 luglio 2007. Nello stesso anno ha realizzato un fatturato di 5,1 miliardi di dollari. I risultati ottenuti dall'azienda l'hanno portata ad essere citata nel febbraio 2008 dal The Wall Street Journal come migliore compagnia del triennio. Nella stessa occasione il periodico l'ha inserita tra le prime dieci nella classifica annuale.
La compagnia possiede la licenza di molti processi petroliferi e petrolchimici. È una delle aziende dove trovano maggior impiego gli ingegneri chimici.
La compagnia comprende due divisioni:
1. il Global Engineering and Construction (E&C) Group;
2. il Global Power Group.

### Il gruppo E&C
Questa divisione si occupa della progettazione e della costruzione di impianti, oltre che della fabbricazione delle relative infrastrutture. I campi di applicazione principali sono l'industria petrolifera, la raffinazione del petrolio, la produzione di idrogeno, l'industria chimica, quella farmaceutica, le biotecnologie e l'industria connessa al gas naturale liquefatto.

### Il Global Power Group
Il gruppo Global Power offre soluzioni avanzate per il risparmio energetico per clienti di tutto il mondo. La divisione costruisce inoltre sistemi di produzione di energia, cogeneratori e inceneritori.